# Alena Kočebajevová
Alena Kočebajevová (rusky Алена Кочебаева; * 16. října 1996) je ruská horolezkyně a reprezentantka v ledolezení, juniorská mistryně světa v ledolezení na obtížnost.

## Závodní výsledky
| Mistrovství světa v ledolezení | Mistrovství světa v ledolezení | Mistrovství světa v ledolezení |
| Rok                            | 2015                           | 2017                           |
| ------------------------------ | ------------------------------ | ------------------------------ |
| Obtížnost                      | 25-27                          | 11                             |
| Rychlost                       | 11                             | 9                              |

| Světový pohár v ledolezení | Světový pohár v ledolezení | Světový pohár v ledolezení | Světový pohár v ledolezení | Světový pohár v ledolezení | Světový pohár v ledolezení | Světový pohár v ledolezení |
| Rok                        | 2014                       | 2015                       | 2016                       | 2017                       | 2018                       | 2019                       |
| -------------------------- | -------------------------- | -------------------------- | -------------------------- | -------------------------- | -------------------------- | -------------------------- |
| Obtížnost                  | 36-37                      | 20                         | 27                         | —                          | 50-51                      | probíhá                    |
| jednotlivě*                | -,-,-, -,14                | -,-,7, 25,-,20             | -,-,16, 20-21              | —                          | -,-,-, -,23                | -,-,-, x,x,x               |
|                            |                            |                            |                            |                            |                            |                            |
| Rychlost                   | 24-28                      | 11                         | 11                         | —                          | 29                         | probíhá                    |
| jednotlivě*                | -,-,-, -,12                | -,-,7, 9,-,11              | -,-, 9,8                   | —                          | -,-,-, -,15                | -,-,-, x,x,x               |

* pozn.: napravo jsou poslední závody v roce
| Mistrovství Evropy v ledolezení | Mistrovství Evropy v ledolezení | Mistrovství Evropy v ledolezení |
| Rok                             | 2016                            | 2018                            |
| ------------------------------- | ------------------------------- | ------------------------------- |
| Obtížnost                       | 15-16                           | 19                              |
| Rychlost                        | 7                               | 15                              |

| Mistrovství světa juniorů v ledolezení | Mistrovství světa juniorů v ledolezení | Mistrovství světa juniorů v ledolezení | Mistrovství světa juniorů v ledolezení |
| Rok                                    | 2015 U22                               | 2016 U22                               | 2017 U22                               |
| -------------------------------------- | -------------------------------------- | -------------------------------------- | -------------------------------------- |
| Obtížnost                              | 2                                      | 1                                      | 1                                      |
| Rychlost                               | 3                                      | 3                                      | 3                                      |